# Hilaire Couvreur
Hilaire Couvreur (Sint-Andries, Brujas, 22 de septiembre de 1924 - Kortrijk, 17 de febrero de 1998) fue un ciclista belga, que fue profesional entre 1947 y 1962. 
Su principal victoria fue una etapa al Giro de Italia de 1954.

## Palmarés
1949
- 1º en la Vuelta en Argelia

1950
- 1º en la Vuelta en Argelia

1951
- Vencedor de una etapa a la Vuelta en Bélgica

1952
- Elfstedenronde

1953
- 1º en la Vuelta en el Marruecos y vencedor de una etapa
- 1º en el Circuito de Flandes Oriental

1954
- Vencedor de una etapa al Giro de Italia
- Elfstedenronde

1957
- Vencedor de una etapa en la Volta a Cataluña

1958
- 1º en la Vuelta a Levante

1959
- Vencedor de una etapa a la Vuelta a Levante

### Resultados al Tour de Francia
- 1950. Abandona (11.ª etapa)
- 1951. 42.º de la clasificación general
- 1953. 28.º de la clasificación general
- 1955. Abandona (7.ª etapa)
- 1962. 74.º de la clasificación general

### Resultados al Giro de Italia
- 1948. Abandona
- 1954. 30.º de la clasificación general. Vencedor de una etapa
- 1956. 10º de la clasificación general
- 1957. 47.º de la clasificación general
- 1959. 13º de la clasificación general
- 1960. 17º de la clasificación general
- 1961. 24º de la clasificación general

### Resultados a la Vuelta a España
- 1956. 16º de la clasificación general
- 1957. Abandona
- 1958. 4º de la clasificación general
- 1959. 7º de la clasificación general